# Koen Casteels
Koen Casteels (Bonheiden, 1992. június 25. –) belga labdarúgó, az al-Kvadszija játékosa.

## Sikerei, díjai
- VfL Wolfsburg
  - Német kupa: 2014–15
  - Német szuperkupa: 2015